# Liste der Biografien/Asm
Liste der Biografien |
Portal Biografien |
Personensuche
# |
A |
B |
C |
D |
E |
F |
G |
H |
I |
J |
K |
L |
M |
N |
O |
P |
Q |
R |
S |
T |
U |
V |
W |
X |
Y |
Z |
?
 
Aa |
Ab |
Ac |
Ad |
Ae |
Af |
Ag |
Ah |
Ai |
Aj |
Ak |
Al |
Am |
An |
Ao |
Ap |
Aq |
Ar |
As |
At |
Au |
Av |
Aw |
Ax |
Ay |
Az
 
Asa |
Asb |
Asc |
Asd |
Ase |
Asf |
Asg |
Ash |
Asi |
Asj |
Ask |
Asl |
Asm |
Asn |
Aso |
Asp |
Asq |
Asr |
Ass |
Ast |
Asu |
Asv |
Asw |
Asy |
Asz
Die Liste der Biografien führt alle Personen auf, die in der deutschsprachigen Wikipedia einen Artikel haben. Dieses ist eine Teilliste mit 86 Einträgen von Personen, deren Namen mit den Buchstaben „Asm“ beginnt.

## Asm

### Asma
- Asmā' bint Abī Bakr († 692), Tochter des ersten Kalifen Abū Bakr as-Siddīq ibn Abī Quhāfa
- ʿAsmāʾ bint Marwān († 624), jüdische Dichterin
- Asma bint Umais († 660), Gefährtin des Islamischen Propheten Mohammed
- Asma Sagad, Negus (Kaiser) von Äthiopien
- Asma, Feike (1912–1984), niederländischer Organist, Dirigent und Komponist
- Asmah, Gladys (1939–2014), ghanaische Politikerin, Ministerin für Fischerei
- Asmahan (1917–1944), syrische Sängerin, Komponistin und SchauspielerinAsmahan (1917–1944)

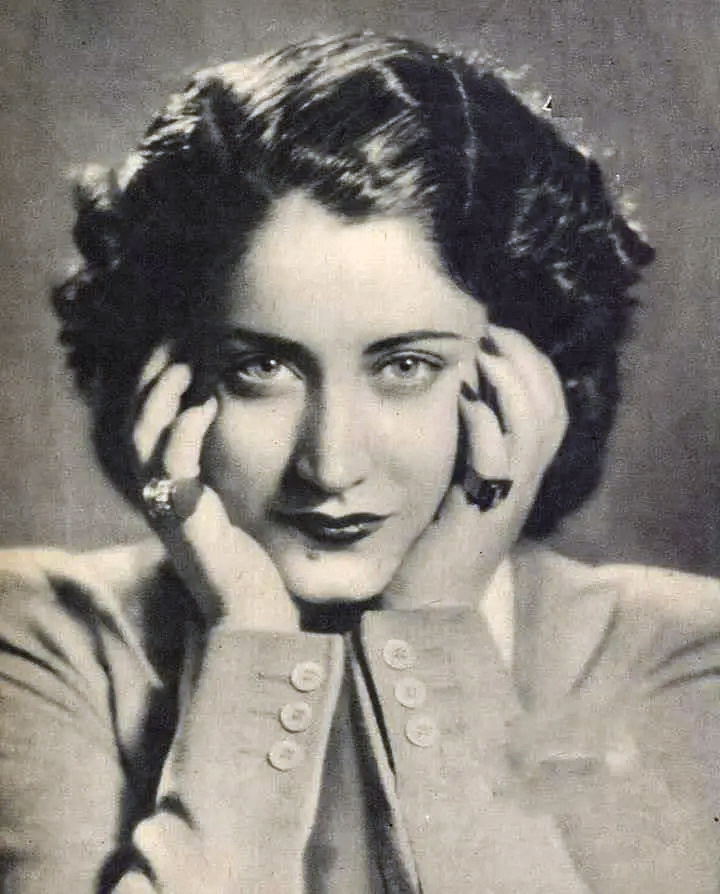
Asmahan (1917–1944)

- Asmaiparaschwili, Surab (* 1960), georgischer Schachmeister und -funktionär
- Asman Jah (1839–1898), Adeliger und Mit-Regent, Mitglied des Kronrats und Dīwān (1887–1893)
- Asman, Bub (* 1949), US-amerikanischer Tongestalter und Filmeditor
- Åsman, Ebba (* 1998), schwedische Jazzmusikerin (Posaune)
- Asmani, Rozbeh (* 1983), deutsch-iranischer Medienkünstler, Filmemacher und Grafiker
- Ašmantas, Leonas Vaidotas (* 1939), litauischer Ingenieur, Wissenschaftler, Politiker
- Asmar, Nedda El- (* 1968), belgische Goldschmiedin
- Asmara, Arka (* 2006), indonesischer Eishockeytorwart
- Asmarani, Yeni (* 1992), indonesische Badmintonspielerin
- Asmare, Meswat (* 2001), äthiopische Hindernisläuferin
- Asmari, Saad Shaddad Al- (* 1968), saudi-arabischer Leichtathlet
- Asma’u, Nana (1793–1864), nigerianische Dichterin und Gelehrte

### Asme
- Asmelash, Hadnet (* 1993), äthiopische Radsportlerin
- Ašmenskas, Viktoras (1912–2016), litauischer Ingenieur, Segelflieger, Pilot und Widerstandskämpfer
- Asmer, Marko (* 1984), estnischer Autorennfahrer
- Asmer, Toivo (* 1947), estnischer Politiker, Mitglied des Riigikogu und Unternehmer
- Asmerom, Bolota (* 1978), eritreischer Leichtathlet
- Asmerom, Yared (* 1980), eritreischer Marathonläufer

### Asmi
- Asmis, Elizabeth, US-amerikanische Klassische Philologin und Philosophiehistorikerin
- Asmis, Rudolf (1879–1945), deutscher Jurist und Diplomat
- Asmis, Walter (1880–1954), deutscher Jurist und Agrarfunktionär

### Asmo
- Asmodi, Herbert (1923–2007), deutscher Schriftsteller und DramatikerHerbert Asmodi (1923–2007)

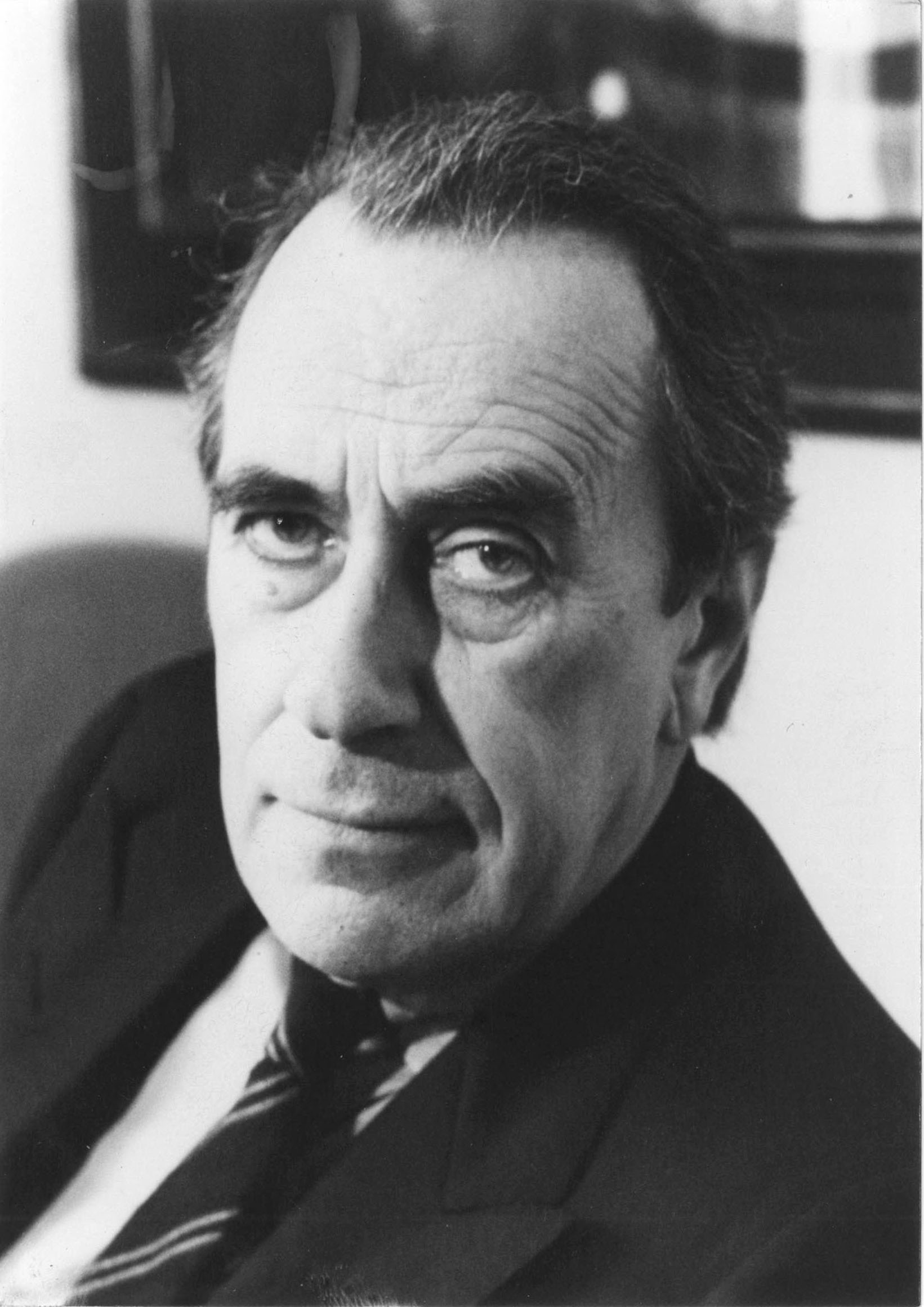
Herbert Asmodi (1923–2007)

- Ašmontaitė, Žemyna (* 1978), litauische Schauspielerin

### Asmu
- Åsmund Kåresson, schwedischer Runenmeister der Wikingerzeit
- Asmundsen, Tine (* 1963), norwegische Jazzmusikerin (Kontrabass, Komposition)
- Ásmundur Bjarnason (1927–2024), isländischer Sprinter
- Ásmundur Einar Daðason (* 1982), isländischer Politiker (Fortschrittspartei)
- Ásmundur Friðriksson (* 1956), isländischer Politiker (Unabhängigkeitspartei)
- Ásmundur Guðmundsson (1888–1969), Oberhaupt der Isländischen Staatskirche
- Ásmundur Sveinsson (1893–1982), isländischer Bildhauer
- Ašmunikal, hethitische Großkönigin
- Asmus, Bernd (* 1959), deutscher Komponist und Hochschullehrer
- Asmus, Dieter (* 1939), deutscher Maler und GrafikerDieter Asmus (* 1939)

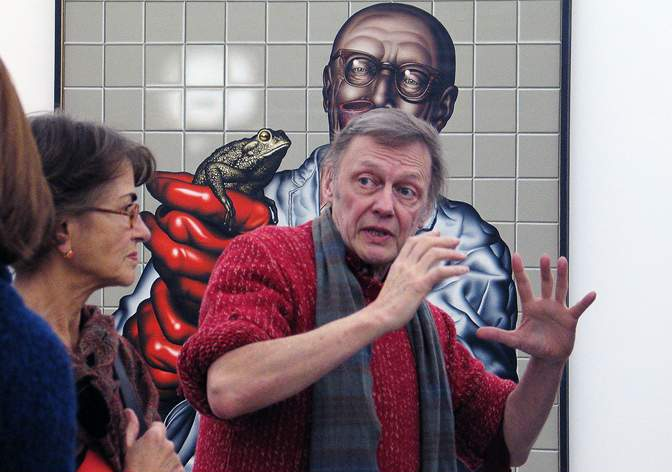
Dieter Asmus (* 1939)

- Asmus, Erhard (1907–1978), deutscher Autor von plattdeutschen Lustspielen
- Asmus, Ferdinand (1859–1945), deutscher Heimatforscher und Genealoge
- Asmus, Frank (* 1965), deutscher Regisseur und Autor
- Asmus, Georg (1888–1975), deutscher Polizeipräsident und SS-Führer
- Asmus, Hans (1913–1991), deutscher Offizier in der Luftwaffe der Wehrmacht und später der Luftwaffe der Bundeswehr
- Asmus, Heilgard (* 1958), evangelische Theologin
- Asmus, Hermann (1887–1968), deutscher Filmarchitekt
- Asmus, Irina Pawlowna (1941–1986), sowjetische Schauspielerin und Zirkusdarstellerin
- Asmus, Jörg (* 1966), deutscher Ornithologe und Autor
- Asmus, Kristina Igorewna (* 1988), russische Schauspielerin
- Asmus, Martha (1844–1910), deutsche Schriftstellerin
- Asmus, Ronald D. (1957–2011), US-amerikanischer Diplomat und Politikwissenschaftler
- Asmus, Rudolf (1921–2000), tschechischer Opernsänger und SchauspielerRudolf Asmus (1921–2000)

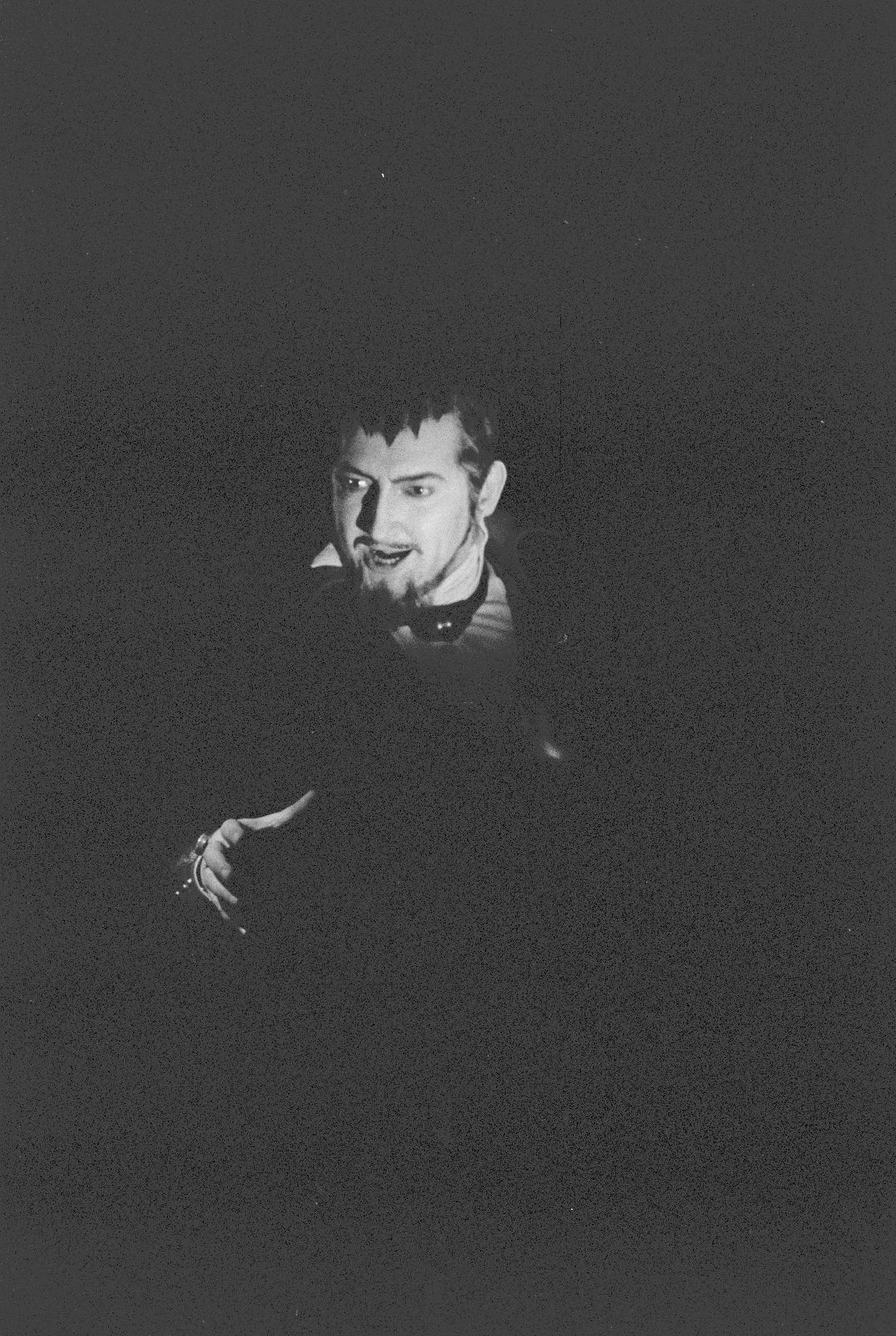
Rudolf Asmus (1921–2000)

- Asmus, Ruth (1934–2000), deutsche Opernsängerin (Mezzosopran/Alt)
- Asmus, Sabine (* 1963), deutsche Keltologin und Linguistin
- Asmus, Sylvia (* 1966), deutsche Germanistin und Bibliothekarin
- Asmus, Walentin Ferdinandowitsch (1894–1975), russischer Philosoph, Logiker und Logikhistoriker
- Asmus, Walter (1903–1996), deutscher Erziehungswissenschaftler, Institutsdirektor und Professor
- Asmus, Wilhelm (1837–1902), deutscher Schriftsteller
- Asmus, Wolfgang Dietrich (1908–1993), deutscher Prähistoriker
- Asmuss, Burkhard (1951–2012), deutscher Historiker
- Asmuss, Hermann Martin (1812–1859), deutsch-baltischer Zoologe
- Asmuß, Napoleon (1805–1879), deutscher Pädagoge und Publizist
- Asmussen, Anna Catharina (1793–1868), Brauerei- und Hofbesitzerin, Stifterin
- Asmussen, Anton (1857–1904), deutscher Maler
- Asmussen, Bahne (1769–1844), evangelischer Geistlicher und Dichter in Nordfriesland
- Asmussen, Eduardo Ruiz, chilenischer Diplomat
- Asmussen, Erich (1922–1964), deutscher Fußballschiedsrichter
- Asmussen, Erik (1913–1998), dänischer Architekt
- Asmussen, Fips (1938–2020), deutscher Komiker und AlleinunterhalterFips Asmussen (1938–2020)

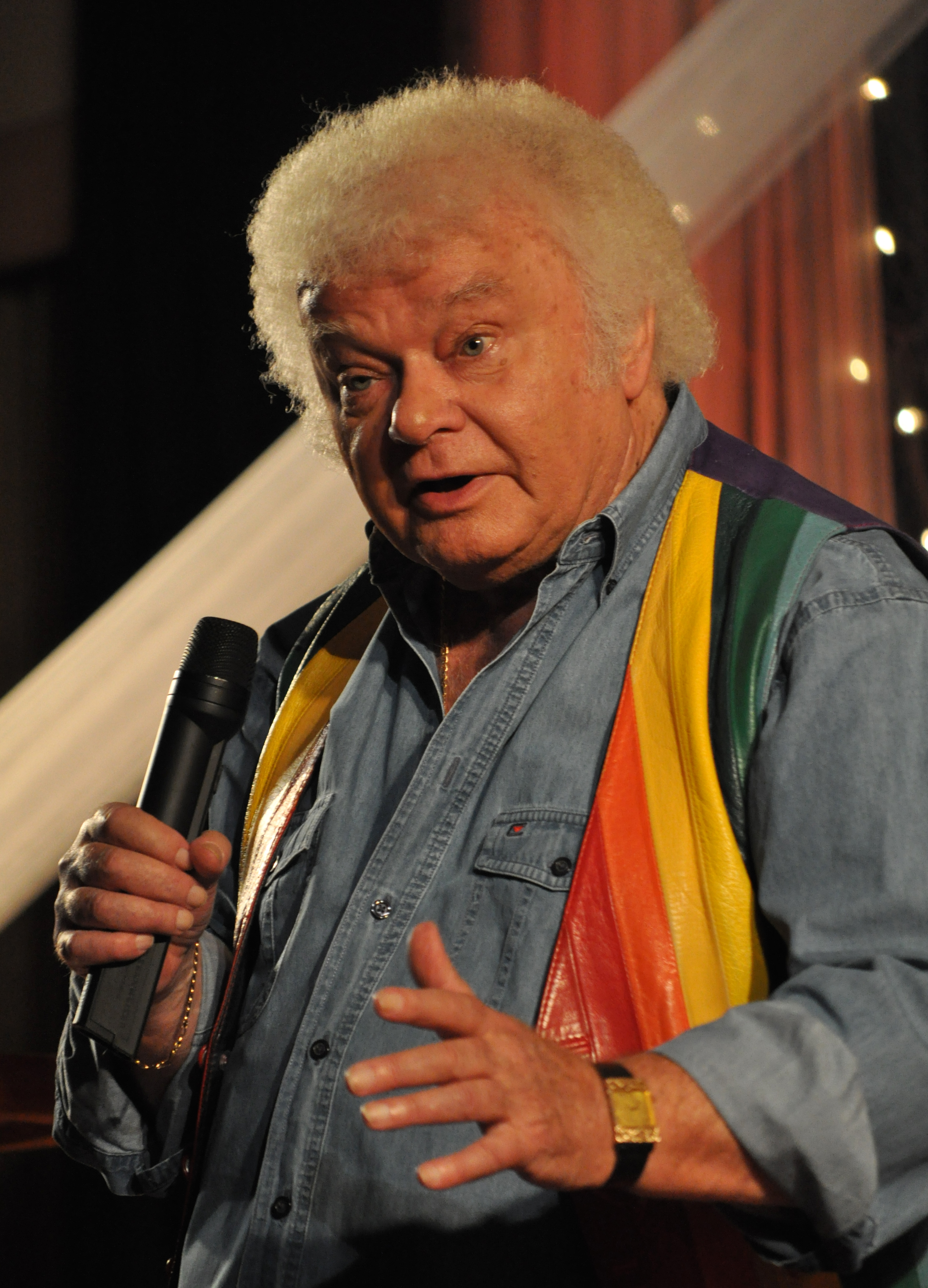
Fips Asmussen (1938–2020)

- Asmussen, Georg (1856–1933), deutscher Schriftsteller und Guttempler
- Asmussen, Georg (1920–1996), dänischer Generalleutnant
- Asmussen, Gunnar (* 1944), dänischer Radrennfahrer
- Asmussen, Hans (1898–1968), deutscher lutherischer Theologe und evangelischer Pfarrer
- Asmussen, Jacob (1794–1850), deutscher Lehrer, Dozent und Politiker
- Asmussen, Jörg (* 1966), deutscher Ökonom und ehemaliger politischer Beamter (SPD)
- Asmussen, Kristian (* 1971), dänischer Handballspieler
- Asmussen, Peter (1957–2016), dänischer Schriftsteller, Dramatiker und Drehbuchautor
- Asmussen, Peter Christel (1887–1959), deutscher Politiker (FDP), MdL
- Asmussen, Roger (1936–2015), deutscher Politiker (CDU), MdL
- Asmussen, Søren (* 1946), dänischer Mathematiker
- Asmussen, Svend (1916–2017), dänischer Jazz-Violinist
- Asmuth, August (1884–1935), deutscher Politiker (Zentrum), MdR
- Asmuth, Bernhard (1934–2023), deutscher Germanist und Hochschullehrer
- Asmuth, Christoph (* 1962), deutscher Philosoph und Hochschulprofessor

### Asmy
- Ašmys, Giedrius Donatas (* 1946), litauischer Politiker, Bürgermeister von Kaunas